# Joshua Smith
Joshua Smith (ur. 1983) – amerykański działacz polityczny, od 2022 roku wiceprzewodniczący Partii Libertariańskiej.

## Życiorys
Urodził się w 1983 roku. Od 14 roku życia pracował jako robotnik. Służył też w Marynarki Wojennej. Zaczął działalność polityczną w 2008 roku, pracując przy kampanii Rona Paula w wyborach prezydenckich.
W 2018 roku został wybrany na krajowego przedstawiciela Partii Libertariańskiej. W 2022 roku został wiceprzewodniczącym partii i zastąpił na tym stanowisku Kena Moellmana. Kandydował w prawyborach prezydenckich partii przed wyborami prezydenckimi w 2024 roku.